# Parabuteo
Parabuteo là một chi chim trong họ Accipitridae.